# Denemarken op de Olympische Zomerspelen 1988
Denemarken nam deel aan de Olympische Zomerspelen 1988 in Seoul, Zuid-Korea. 

## Medailleoverzicht
| Sport       | Olympiër                                | Discipline           | Medaille |
| ----------- | --------------------------------------- | -------------------- | -------- |
| Wielersport | Dan Frost                               | puntenkoers (m)      | Goud     |
| Zeilen      | Jørgen Bojsen-Møller Christian Grønborg | flying dutchman      |          |
| Zwemmen     | Benny Nielsen                           | 200m vlinderslag (m) | Zilver   |
| Zeilen      | Jesper Bank Steen Secher Jan Mathiasen  | soling               | Brons    |

## Resultaten en deelnemers per onderdeel

### Atletiek
| Olympiër         | Discipline      | Resultaat | Prestatie                                                  |
| ---------------- | --------------- | --------- | ---------------------------------------------------------- |
| Mogens Guldberg  | 1500m (m)       | 16e       | serie 2: 3de in 3.42,01 halve finale 1: 7de in 3.39,86     |
| Erik Jensen      | 110m horden (m) | 20e       | serie 5: 3de in 13,91 kwartfinale 2: 5de in 14,02          |
| Henrik Jørgensen | marathon (m)    | 22e       | 2:16.40                                                    |
| Lars Warming     | tienkamp (m)    | 19e       | 7859 punten                                                |
|                  |                 |           |                                                            |
| Lene Demsitz     | verspringen (v) | 12e       | kwalificatie groep A: 6de met 6,59m finale: 12de met 6,38m |

### Boksen
| Olympiër                | Discipline  | Resultaat | Prestatie                                                                                     |
| ----------------------- | ----------- | --------- | --------------------------------------------------------------------------------------------- |
| Johnny Bredahl Johansen | -51kg (m)   | 33e       | 1ste ronde: V van SYR Halbouni: scheidsrechterlijke beslissing                                |
| Søren Søndergaard       | -63,5kg (m) | 33e       | 1ste ronde: V van URS Yanovskiy: scheidsrechterlijke beslissing                               |
| Johnny de Lima          | -71kg (m)   | 17e       | 1ste ronde: vrij 2de ronde: V van BER Paynter: scheidsrechterlijke beslissing                 |
| Niels Madsen            | -81kg (m)   | 9e        | 1ste ronde: W van JAM Dixon: scheidsrechterlijke beslissing 2de ronde: V van POL Petrick: 0-5 |
| Claus Børge Nielsen     | -91kg (m)   | 9e        | 1ste ronde: V van CAN Glesby: scheidsrechterlijke beslissing                                  |

### Boogschieten
| Olympiër                                                 | Discipline      | Resultaat | Prestatie                                                         |
| -------------------------------------------------------- | --------------- | --------- | ----------------------------------------------------------------- |
| Jan Jacobsen                                             | individueel (m) | 25e       | open ronde: 25ste met 1248 punten                                 |
| Ole Gammelgaard Nielsen                                  | individueel (m) | 56e       | open ronde: 56ste met 1203 punten                                 |
| Henrik Kromann Toft                                      | individueel (m) | 23e       | open ronde: 17de met 1263 punten 2de ronde: 23ste met 295 punten  |
| Jan Jacobsen Ole Gammelgaard Nielsen Henrik Kromann Toft | team (m)        | 11e       | open ronde: 9de met 3714 punten halve finale: 11de met 938 punten |

### Gewichtheffen
| Olympiër           | Discipline | Resultaat | Prestatie |
| ------------------ | ---------- | --------- | --------- |
| Per Larsen         | -90kg (m)  | 16e       | 317,5kg   |
| Frank Juul Strømbo | -110kg (m) | 10e       | 367,5kg   |

### Gymnastiek
| Olympiër       | Discipline      | Resultaat | Prestatie                            |
| Ritmisch       | Ritmisch        | Ritmisch  | Ritmisch                             |
| -------------- | --------------- | --------- | ------------------------------------ |
| Malene Franzen | individueel (v) | 34e       | kwalificatie: 34ste met 36,85 punten |

### Judo
| Olympiër        | Discipline | Resultaat | Prestatie |
| --------------- | ---------- | --------- | --------- |
| Tommy Mortensen | -65kg (m)  | 11e       |           |

### Kanovaren
| Olympiër                                                                   | Discipline    | Resultaat | Prestatie                                                                           |
| -------------------------------------------------------------------------- | ------------- | --------- | ----------------------------------------------------------------------------------- |
| Christian Frederiksen Arne Nielsson                                        | C-2 500m (m)  | 8e        | serie 2: 3de in 1.43,92 halve finale 3: 3de in 1.47,24 finale: 8ste in 1.45,90      |
| Christian Frederiksen Arne Nielsson                                        | C-2 1000m (m) | 8e        | serie 1: 2de in 3.50,58 halve finale 3: 2de in 3.51,62 finale: 4de in 3.54,94       |
|                                                                            |               |           |                                                                                     |
| Yvonne Knudsen                                                             | K-1 500m (v)  | 8e        | serie 2: 1ste in 1.54,96 halve finale 2: 1ste in 1.57,83 finale: 5de in 1.58,80     |
| Birgitte Froberg Jeanette Knudsen                                          | K-2 500m (v)  | 10e       | serie 2: 5de in 1.55,33 herkansingen: 2de in 1.53,30 halve finale 2: 4de in 1.53,37 |
| Yvonne Knudsen Susanne Sangaard Petersen Jeanette Knudsen Birgitte Froberg | K-4 500m (v)  | 7e        | serie 2: 3de in 1.40,87 finale: 7de in 1.47,10                                      |

### Moderne vijfkamp
| Olympiër      | Discipline | Resultaat | Prestatie   |
| ------------- | ---------- | --------- | ----------- |
| Tue Hellstern | mannen     | 27e       | 4940 punten |

### Paardensport
| Olympiër                    | Discipline  | Resultaat | Prestatie                                                       |
| Dressuur                    | Dressuur    | Dressuur  | Dressuur                                                        |
| --------------------------- | ----------- | --------- | --------------------------------------------------------------- |
| Nils Haagensen              | individueel | 18e       | kwalificatie: 19de met 1293 punten finale: 18de met 1280 punten |
| Anne Grethe Jensen-Törnblad | individueel | 27e       | kwalificatie: 27ste met 1263 punten                             |
| Anne Jensen-van Olst        | individueel | 42e       | kwalificatie: 42ste met 1217 punten                             |
| Morten Thomsen              | individueel | 26e       | kwalificatie: 26ste met 1269 punten                             |

### Roeien
| Olympiër                    | Discipline      | Resultaat | Prestatie                                                                      |
| --------------------------- | --------------- | --------- | ------------------------------------------------------------------------------ |
| Bjarne Eltang Per Rasmussen | dubbel-twee (m) | 6e        | serie 2: 1ste in 6.13,19 halve finale 1: 3de in 6.24,60 finale: 6de in 6.26,98 |
|                             |                 |           |                                                                                |
| Inger Pors Olsen            | skiff (v)       | 6e        | serie 1: 2de in 8.09,55 halve finale 2: 3de in 7.42,76 finale: 6de in 7.59,77  |

### Schietsport
| Olympiër               | Discipline                 | Resultaat | Prestatie                                                                     |
| ---------------------- | -------------------------- | --------- | ----------------------------------------------------------------------------- |
| Klavs Jørn Christensen | 10m luchtgeweer (m)        | 28e       | kwalificatie: 28ste met 584 punten                                            |
| Jørgen Herlufsen       | 50m geweer 3 houdingen (m) | 42e       | kwalificatie: 42ste met 1153 punten (398-369-386)                             |
| Klavs Jørn Christensen | 50m geweer 3 houdingen (m) | 4e        | kwalificatie: 3de met 1177 punten (399-387-391) finale: 4de met 1273,6 punten |
| Jørgen Herlufsen       | 50m geweer liggend (m)     | 36e       | kwalificatie: 36ste met 592 punten                                            |
| Klavs Jørn Christensen | 50m geweer liggend (m)     | 15e       | kwalificatie: 15de met 595 punten                                             |
| Hubert Foidl           | 50m pistool (m)            | 43e       | kwalificatie: 43ste met 531 punten                                            |
| Hubert Foidl           | 10m luchtpistool (m)       | 23e       | kwalificatie: 23ste met 575 punten                                            |
|                        |                            |           |                                                                               |
| Karsten Krogner        | skeet                      | 44e       | kwalificatie: 44ste met 140 punten                                            |
| Ole Riber Rasmussen    | skeet                      | 27e       | kwalificatie: 27ste met 144 punten                                            |
| Peter Aagaard Jensen   | trap                       | 30e       | kwalificatie: 30ste met 141 punten                                            |

### Tennis
| Olympiër                          | Discipline     | Resultaat | Prestatie |
| --------------------------------- | -------------- | --------- | --- |
| Morten Christensen                | enkelspel (m)  | 33e       | 1ste ronde: V van YUG Živojinović: 5-7, 2-6, 4-6 |
| Michael Tauson                    | enkelspel (m)  | 33e       | 1ste ronde: V van USA Gilbert: 2-6, 5-7, 1-6 |
| Morten Christensen Michael Tauson | dubbelspel (m) | 5e        | 1ste ronde: W van CAN Connell/Michibata: 7-5, 6-2, 6-7(5), 7-5 2de ronde: W van ISR Bloom/Mansdorf: 7-5, 6-3, 6-2 kwartfinale: V van USA Flach/Seguso: 4-6, 5-7, 2-6 |
|                                   |                |           | |
| Tine Scheuer-Larsen               | enkelspel (v)  | 9e        | 1ste ronde: W van ALG Bouchabou: 6-0, 6-1 2de ronde: W van AUS Turnbull: 6-4, 6-3 3de ronde: V van URS Zvereva: 1-6, 2-6                                             |

### Wielersport
| Olympiër                                                       | Discipline                    | Resultaat | Prestatie                                                                                                   |
| Baan                                                           | Baan                          | Baan      | Baan |
| -------------------------------------------------------------- | ----------------------------- | --------- | --- |
| Kenneth Røpke                                                  | tijdrit (m)                   | 4e        | 1.05,168 |
| Dan Frost                                                      | puntenkoers (m)               | Goud      | 38 punten                                                                                                   |
| Peter Clausen                                                  | individuele achtervolging (m) | 5e        | kwalificatie: 6de in 4.38,88 1ste ronde: W van FIN Tujunen: 4.43,71 kwartfinale: V van GDR Dittert: 4.42,62 |
| Peter Clausen Dan Frost Ken Frost Jimmi Madsen Lars Otto Olsen | ploegenachtervolging (m)      | 5e        | kwalificatie: 7de in 4.22,37 1ste ronde: V van Australië: 4.25,30                                           |
| Weg                                                            |                               |           | |
| Peter Meinert Nielsen                                          | wegwedstrijd (m)              | 74e       | 4:32.56 |
| Tommy Nielsen                                                  | wegwedstrijd (m)              | 71e       | 4:32.56 |
|                                                                |                               |           | |
| Karina Skibby                                                  | wegwedstrijd (v)              | 42e       | 2:00.52 |

### Zeilen
| Olympiër                                  | Discipline      | Resultaat | Prestatie                             |
| ----------------------------------------- | --------------- | --------- | ------------------------------------- |
| Lasse Hjortnæs                            | finn (m)        | 5e        | 51,0 punten: (1-DNF-2-5-5-12-5)       |
| Hans Natorp Paul Natorp                   | 470 (m)         | 21e       | 143,0 punten: (14-18-22-PMS-18-18-17) |
|                                           |                 |           |                                       |
| Mette Munch Lone Sørensen                 | 470 (v)         | 14e       | 97,7 punten: (6-7-8-11-8-DNF-DNF)     |
|                                           |                 |           |                                       |
| Jørgen Bojsen-Møller Christian Grønborg   | flying dutchman | Goud      | 31,4 punten: (1-4-2-2-6-3-6)          |
| Paul Elvstrøm Trine Elvstrøm-Myralf       | tornado         | 15e       | 112,0 punten: (16-14-DNF-16-5-19-7)   |
| Anders Geert Jensen Mogens Just Mikkelsen | star            | 11e       | 74,0 punten: (PMS-10-10-9-8-2-5)      |
| Jesper Bank Jan Mathiasen Steen Secher    | soling          | Brons     | 52,7 punten: (9-2-12-15-4-2-3)        |

### Zwemmen
| Olympiër                                                   | Discipline            | Resultaat | Prestatie                                               |
| ---------------------------------------------------------- | --------------------- | --------- | ------------------------------------------------------- |
| Vagn Høgholm                                               | 50m vrije slag (m)    | 20e       | serie 7: 5de in 23,50                                   |
| Peter Rohde                                                | 50m vrije slag (m)    | 26e       | serie 8: 7de in 23,70                                   |
| Franz Mortensen                                            | 100m vrije slag (m)   | 13e       | serie 8: 4de in 50,74 finale B: 5de in 51,05            |
| Peter Rohde                                                | 100m vrije slag (m)   | 26e       | serie 7: 3de in 51,38                                   |
| Jan Larsen                                                 | 200m vrije slag (m)   | 31e       | serie 5: 6de in 1.53,61                                 |
| Franz Mortensen                                            | 200m vrije slag (m)   | 13e       | serie 7: 5de in 1.51,15 finale B: 5de in 1.51,44        |
| Claus Christensen                                          | 400m vrije slag (m)   | 31e       | serie 4: 6de in 4.00,46                                 |
| Lars Sørensen                                              | 100m rugslag (m)      | 21e       | serie 6: 7de in 58,01                                   |
| Lars Sørensen                                              | 200m rugslag (m)      | 26e       | serie 6: 8ste in 2.05,73                                |
| Lars Sørensen                                              | 100m schoolslag (m)   | 48e       | serie 2: 3de in 1.06,48                                 |
| Christian Toft                                             | 200m schoolslag (m)   | DSQ       | serie 2: gediskwalificeerd                              |
| Benny Nielsen                                              | 200m vlinderslag (m)  | 22e       | serie 7: 4de in 54,52 finale B: 3de in 54,77            |
| Jan Larsen                                                 | 200m vlinderslag (m)  | 23e       | serie 6: 7de in 2.03,01                                 |
| Benny Nielsen                                              | 200m vlinderslag (m)  | Zilver    | serie 5: 2de in 1.59,26 (NR) final: 2de in 1.58,24 (NR) |
| Franz Mortensen Vagn Høgholm Benny Nielsen Peter Rohde     | 4x100m vrije slag (m) | 10e       | serie 1: 3de in 3.25,15                                 |
| Franz Mortensen Claus Christensen Jan Larsen Peter Rohde   | 4x200m vrije slag (m) | 11e       | serie 1: 6de in 7.33,13                                 |
| Franz Mortensen Lars Sørensen Christian Toft Benny Nielsen | 4x100m wisselslag (m) | 14e       | serie 4: 6de in 3.51,97                                 |
|                                                            |                       |           |                                                         |
| Gitta Jensen                                               | 50m vrije slag (v)    | 20e       | serie 5: 6de in 26,61                                   |
| Gitta Jensen                                               | 100m vrije slag (v)   | 13e       | serie 8: 5de in 57,28 finale B: 5de in 57,02            |
| Pia Sørensen                                               | 100m vrije slag (v)   | 26e       | serie 6: 7de in 57,82                                   |
| Mette Jacobsen                                             | 200m vrije slag (v)   | 11e       | serie 4: 3de in 2.01,80 finale B: 3de in 2.01,84        |
| Annette Moldrup Jørgensen                                  | 200m vrije slag (v)   | 24e       | serie 4: 7de in 2.04,71                                 |
| Pernille Jensen                                            | 400m vrije slag (v)   | 26e       | serie 1: 4de in 4.20,96                                 |
| Eva Mortensen                                              | 400m vrije slag (v)   | 20e       | serie 3: 7de in 4.18,06                                 |
| Pernille Jensen                                            | 800m vrije slag (v)   | 18e       | serie 4: 6de in 8.50,82                                 |
| Eva Mortensen                                              | 800m vrije slag (v)   | 22e       | serie 2: 7de in 8.53,67                                 |
| Pia Sørensen                                               | 200m schoolslag (v)   | 25e       | serie 5: 8ste in 2.38,49                                |
| Mette Jacobsen                                             | 200m vlinderslag (v)  | 13e       | serie 2: 4de in 2.15,78 finale B: 5de in 2.15,60        |
| Annette Poulsen                                            | 200m wisselslag (v)   | 20e       | serie 2: 2de in 2.21,83                                 |
| Annette Poulsen                                            | 400m wisselslag (v)   | 15e       | serie 2: 7de in 4.54,01 finale B: 7de in 4.54,40        |
| Mette Jacobsen Gitta Jensen Annette Jørgensen Pia Sørensen | 4x100m vrije slag (v) | 8e        | serie 2: 4de in 3.48,83 finale: 8ste in 3.49,25         |
| Mette Jacobsen Gitta Jensen Annette Jørgensen Pia Sørensen | 4x100m wisselslag (v) | DSQ       | serie 2: gediskwalificeerd                              |

Afghanistan · Algerije · Amerikaanse Maagdeneilanden · Amerikaans-Samoa · Andorra · Angola · Antigua en Barbuda · Argentinië · Aruba · Australië · Bahama’s · Bahrein · Bangladesh · Barbados · België · Belize · Benin · Bermuda · Bhutan · Birma · Bolivia · Bondsrepubliek Duitsland · Botswana · Brazilië · Britse Maagdeneilanden · Brunei · Bulgarije · Burkina Faso · Canada · Centraal-Afrikaanse Republiek · Chili · China · Chinees Taipei · Colombia · Congo-Brazzaville · Cookeilanden · Costa Rica · Cyprus · Denemarken · Djibouti · Dominicaanse Republiek · Duitse Democratische Republiek · Ecuador · Egypte · El Salvador · Equatoriaal-Guinea · Fiji · Filipijnen · Finland · Frankrijk · Gabon · Gambia · Ghana · Grenada · Griekenland · Groot-Brittannië · Guam · Guatemala · Guinee · Guyana · Haïti · Honduras · Hongarije · Hongkong · Ierland · IJsland · India · Indonesië · Irak · Iran · Israël · Italië · Ivoorkust · Jamaica · Japan · Joegoslavië · Jordanië · Kaaimaneilanden · Kameroen · Kenia · Koeweit · Laos · Lesotho · Libanon · Liberia · Libië · Liechtenstein · Luxemburg · Malawi · Malediven · Maleisië · Mali · Malta · Marokko · Mauritanië · Mauritius · Mexico · Monaco · Mongolië · Mozambique · Nederland · Nederlandse Antillen · Nepal · Nieuw-Zeeland · Niger · Nigeria · Noord-Jemen · Noorwegen · Oeganda · Oman · Oostenrijk · Pakistan · Panama · Papoea-Nieuw-Guinea · Paraguay · Peru · Polen · Portugal · Puerto Rico · Qatar · Roemenië · Rwanda · Saint Vincent en de Grenadines · Salomonseilanden · Samoa · San Marino · Saoedi-Arabië · Senegal · Sierra Leone · Singapore · Soedan · Somalië · Sovjet-Unie · Spanje · Sri Lanka · Suriname · Swaziland · Syrië · Tanzania · Thailand · Togo · Tonga · Trinidad en Tobago · Tsjaad · Tsjecho-Slowakije · Tunesië · Turkije · Uruguay · Vanuatu · Venezuela · Verenigde Arabische Emiraten · Verenigde Staten · Vietnam · Zaïre · Zambia · Zimbabwe · Zuid-Jemen · Zuid-Korea · Zweden · Zwitserland